# سیارک ۱۱۱۲۷
سیارک ۱۱۱۲۷ (به انگلیسی: 11127 Hagi، نامگذاری:1996UH1) یازده هزار و صد و بیست و هفتمین سیارک کشف شده‌است که در ۲۰ اکتبر ۱۹۹۶ کشف شد.
قدر مطلق سیارک برابر ۱۴٫۲۰ است.